# تسويق القطاع العام
يُفسر معنى التسويق بطريقتين مختلفتين لكن متكاملتين. في المعنى الأول والأكثر انتشارًا، يتم التركيز على البعد الإداري، مع توجيه تركيز خاص إلى المهام التي يتوجب على المنظمة إتمامها لضمان نجاحها على المدى الطويل مع المجموعات الهدف. بينما يُعنى المعنى الثاني للمفهوم أكثر بوظيفة التسويق. يركز على أفكار التبادل والارتباط لأنها تحدث بين المنظمة من جهة والأفراد والمجموعات الساعين لتلبية رغباتهم من جهة أخرى. بالمقابل، يسعى تسويق القطاع العام إلى صياغة واقتراح حلول فيما يخص التبادل والعلاقة بين منظمة حكومية وأفراد، أو مجموعة من الأفراد، أو المنظمات، أوالجمعيات فيما يتعلق في الطلب على المهام والخدمات العامة وأدائها.

## أسباب الاستخدام المتزايد للتسويق في القطاع العام
يُعتبر تطبيق إستراتيجية التسويق في القطاع العام نتيجة للتطويرات الحاصلة في التسويق والإدارة العامة.

### تطوير مفهوم التسويق
يتيح توسيع مفهوم التسويق أخذ الجوانب غير التجارية للتبادل بالحسبان، بالإضافة إلى تعزيز الجانب الارتباطي للتبادل، والتطور القوي للأدوات والتقنيات التسويقية (أنظمة للحصول على المعلومات والتعامل معها، أنظمة تحليل التكاليف، أدوات التواصل والتوزيع، إلخ). من الممكن تطبيق هذه الأدوات والمفاهيم لاحقًا في القطاع العام بشكل جزئي أو من حين إلى آخر.

### تطوير نماذج الإدارة العامة
على مر العشرين سنة الفائتة، تغيرت فكرة الإدارة العامة والنماذج الإدارية الخاصة بها بشكل ملحوظ. خلال تطوير أنشطتها وخدماتها الاقتصادية المقدمة للمواطنين، شجعت الولاية استخدام أدوات (أدوات تسويقية بصورة خاصة) من القطاع الخاص. في الوقت نفسه أتاح التحرر المتزايد للعديد من الوحدات الإدارية (إنشاء الوكالات) لهم الفرصة لاتباع منهج يختلف عن النموذج التقليدي للإدارة العامة. تعكس النماذج الإدارية الهجينة، التي طورتها تلك الوكالات، الطبيعة العامة لمنظماتها في أثناء تطوير تبادلات ذات طبيعة تجارية أكثر، عن طريق تخصيص العلاقة مع المستفيدين من الخدمة. بالنظر إلى أفكار الإدارة العامة الجديدة- وحقيقة أن جودة الخدمة لم تعد تقاس من قبل السلطة بل من قبل المستفيد- تشجعت الوحدات الإدارية على أخذ الجوانب الارتباطية للتبادل بعين الاعتبار، وتطبيق أدوات الاستجابة لقياس جودة الخدمات ورضى المستفيدين.

### تأثير الالتباس المتزايد على الهيئات العامة
بالنظر إلى متطلبات الهيئات العامة المحددة سياسيًا لتحسين جودة الخدمات والانتباه إلى حاجات المواطنين، ولأن الدولة أدخلت المنافسة على قوانين الخدمات العامة، تواجه هذه الهيئات التباسًا متزايدًا- يتفاقم بسبب تمويلها المعتمد غالبًا على النتائج. عن طريق استخدام الأدوات التسويقية التقليدية (على سبيل المثال، تقدير احتياجات وتوقعات المستفيدين من العمل العام بشكل أفضل، وتفصيل محتوى التبادل (العرض)، وتحسين التواصل المتعلق بالعرض، إلخ)، تتمكن الهيئات العامة من تقليل الالتباس إلى حد ما.

### الحاجة إلى تقوية الروابط الاجتماعية
على الإدارة العامة أن تفرض أدوارًا جديدة، خصوصًا تلك التي تتضمن روابط اجتماعية. على المجتمع أن يحافظ- أو يعيد خلق- الروابط الاجتماعية بين أفراده نظرًا إلى تدمير الروابط الاجتماعية، و«تحويلها إلى شكل افتراضي» من خلال مواقع التواصل الاجتماعي مثل فيسبوك وتويتر. باستطاعة الإدارة العامة أن تلعب دورًا رئيسيًا عن طريق التشجيع على الحوار، ومشاركة المواطنين، والسعي إلى البقاء على مقربة واتصال مع الأفراد المنعزلين على المستويين الشخصي والاجتماعي، إلخ. في مثل هذه الحالات، وبعيدًا عن كل أشكال التبادل، تُعتبر العناصر الارتباطية ضرورية جدًا، وتوجد دروس مفيدة يمكن تعلمها هنا من التسويق الارتباطي.

## وصلات خارجية
- Public sector Marketing
- ENAP: Public administration dictionary